# Илир Сеитај
Илир Сеитај (1957) је албански шаховски интернационални мајстор. Сеитај је четири пута освојио национални шаховски шампионат (1983, 1991, 1999 и 2009).